# Меркосур

Меркосур

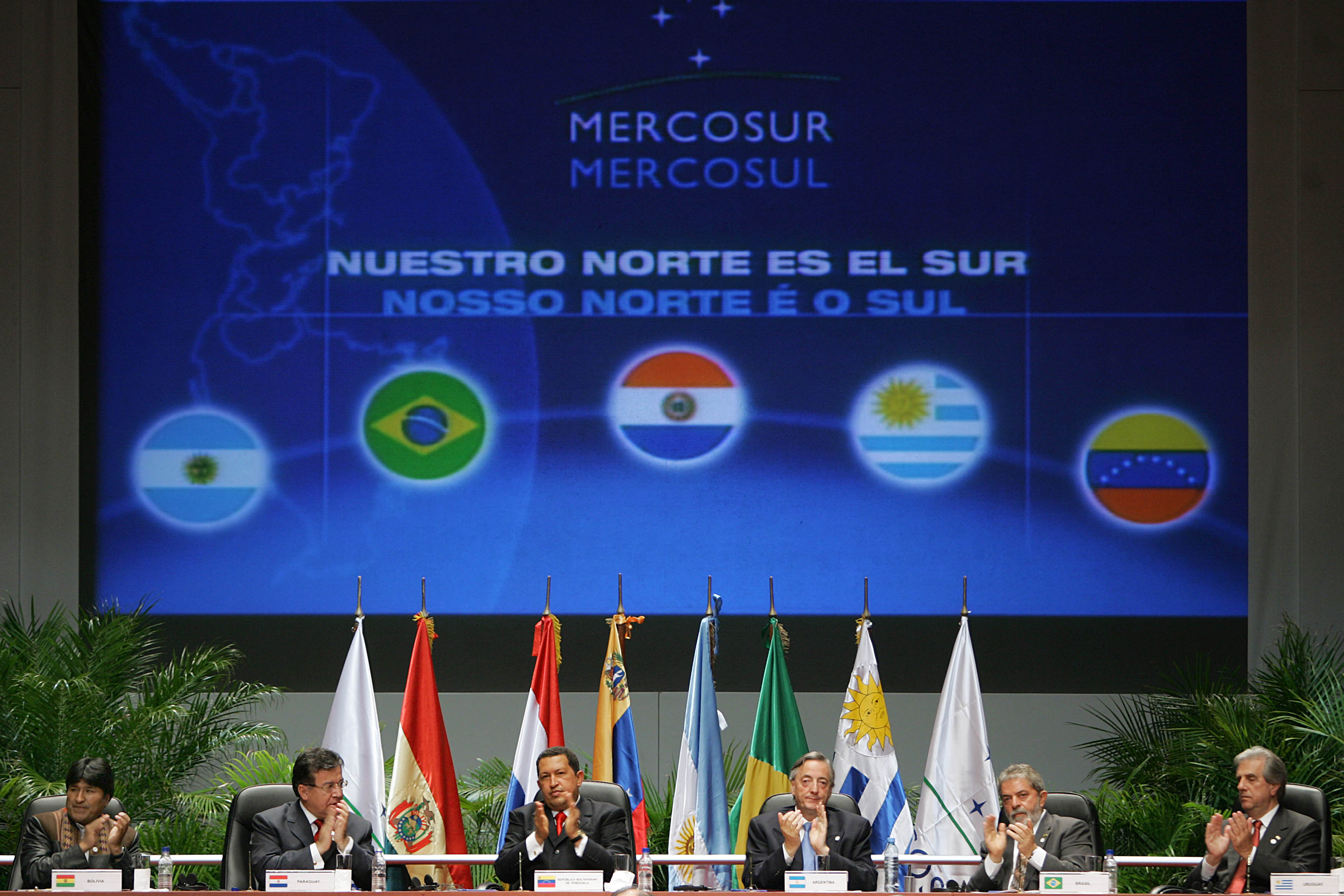
Меркосур 2005

Меркосур (ісп. Mercosur, порт. Mercosul) — економічний союз держав у Південній Америці, за темпами розвитку переважає всі інші подібні об'єднання.
До нього входять Аргентина, Болівія, Бразилія, Парагвай, Уругвай та як асоційовані члени — Гаяна, Еквадор, Колумбія, Перу, Суринам, Чилі.
Це об'єднання охоплює територію 12 мільйонів квадратних кілометрів з населенням 270 мільйонів осіб і загальним валовим внутрішнім продуктом понад 3 трильйона доларів США.
Це майже 60 % території Латинської Америки, 46 % її мешканців та близько 50 % ВВП. Наразі це п'ята за потужністю економіка у світі. Проте економічну стабільність Меркосуру було послаблено 2001 року падінням економіки Аргентини.
За розмірами та економічним потенціалом МЕРКОСУР є другим митним союзом після ЄС і третьою зоною вільної торгівлі після ЄС і НАФТА.
Назва організації походить від ісп. Mercado Comun del Cono Sur, що в перекладі означає «Об'єднаний ринок країн Південного конуса».
Першим кроком до створення Об'єднаного Ринку стала угода про вільну торгівлю, яку уклали Аргентина та Бразилія 1986 р. 1990 р. до цієї угоди приєдналися Парагвай та Уругвай.
Основними адміністративними органами об'єднання є:
- Рада загального ринку
- Група загального ринку
- Комісія торгівлі
- Спільна парламентська комісія,
- Соціально-економічний консультативний форум
- Адміністративний секретаріат.

Перші чотири організації працюють на міжурядовому рівні.
Основним принципом діяльності вищих органів Меркосуру є консенсус.
Ідея створення якоїсь наднаціональної структури за прикладом Європейського союзу не отримала підтримки.
З 1 січня 1995 року відповідно до Оуро-Претських угод, підписаних 1994 р., Меркосур перейшов на вищий інтеграційний рівень: від зони вільної торгівлі до митного союзу.
Для всіх учасників запроваджено єдиний зовнішній митний тариф (ЕЗМТ) на продукцію, яка завозиться з третіх країн (ставка імпортних мит для різних товарів коливається від 0 до 20 %).